# میتلند، استرالیای جنوبی
میتلند (به انگلیسی: Maitland) یک شهرک در استرالیا است که در استرالیای جنوبی واقع شده‌است.